# Thaumalea serbica
Thaumalea serbica is een muggensoort uit de familie van de bronmuggen (Thaumaleidae). De wetenschappelijke naam van de soort is voor het eerst geldig gepubliceerd in 1979 door Wagner.